# Crise na Adjara de 2004
A Crise na Adjara refere-se a uma crise política ocorrida na República Autônoma da Adjara, Geórgia, então liderada por Aslan Abashidze, que se recusou a obedecer às autoridades centrais após derrubada do presidente Eduard Shevardnadze na Revolução Rosa de Novembro de 2003. A crise ameaçava evoluir para um confronto militar já que ambos lados mobilizaram suas forças na fronteira interna. No entanto, o governo pós-revolucionário da Geórgia sob o presidente Mikheil Saakashvili, conseguiu evitar um derramamento de sangue e com a ajuda da oposição na Adjara reafirmou sua supremacia. Abashidze deixou a região no exílio, em maio de 2004 e foi sucedido por Levan Varshalomidze.

## Ligações eternas
- In pictures Ajaria's 'velvet revolution'
- Georgian territories: Ajaria